# Arbetssång
Arbetssång är en sång utformad för att sjungas under arbetstid. Fenomenet associeras historiskt med slaveriet i USA, där slavarna på bomullsfälten sjöng arbetssånger ('work songs') under arbetstid med syfte att finna kraft och tröst. Ibland kunde ljudet av verktyg såsom spadar, hackor, med mera, användas som form av instrumentell bakgrund. Arbetsånger antas dock ha använts av arbetare - fria eller slavar - i de flesta jordbrukssamhällen.